# Pobujanî, Busk
Pobujanî (în ucraineană Побужани) este un sat în comuna Lanerivka din raionul Busk, regiunea Liov, Ucraina.

## Demografie
Componența lingvistică a localității Pobujanî
     Ucraineană (99,81%)
     Alte limbi (0,19%)
Conform recensământului din 2001, majoritatea populației localității Pobujanî era vorbitoare de ucraineană (99,81%), existând în minoritate și vorbitori de alte limbi.